# Medina (Town)
Die Town of Medina ist eine von 34 Towns im Dane County im US-amerikanischen Bundesstaat Wisconsin. Im Jahr 2010 hatte die Town of Medina 1376 Einwohner.
Town hat in Wisconsin eine grundlegend andere Bedeutung als im übrigen englischsprachigen Bereich. Vielmehr entspricht sie den in den anderen US-Bundesstaaten üblichen Townships, die nach dem County die nächstkleinere Verwaltungseinheit bilden.
Das Gebiet der Town of Medina ist Bestandteil der Metropolregion Madison.

## Geografie
Die Town of Medina liegt im Süden Wisconsins, im östlichen Vorortbereich der Hauptstadt Madison. Die Town wird von West nach Ost vom Maunesha River durchflossen, der über den Crawfish und den Rock River zum Stromgebiet des Mississippi gehört. Der am Mississippi gelegene Schnittpunkt der drei Bundesstaaten Wisconsin, Iowa und Minnesota liegt rund 216 km westnordwestlich; nach Illinois sind es rund 75 km in südlicher Richtung.
Die Koordinaten des geografischen Zentrums der Town of Medina sind 43°08′33″ nördlicher Breite und 89°03′59″ westlicher Länge. Sie erstreckt sich über eine Fläche von 87,6 km². Die selbstständige Gemeinde Marshall wird vollständig von der Town of Medina umschlossen, ohne dieser anzugehören.
Die Town of Medina liegt im Nordosten des Dane County und grenzt an folgende Nachbartowns:
| Town of Bristol       | Town of York                                | Town of Portland (Dodge County)                                         |
| Town of Sun Prairie   | Kompassrose, die auf Nachbargemeinden zeigt | City of Waterloo (Jefferson County) Town of Waterloo (Jefferson County) |
| Town of Cottage Grove | Town of Deerfield                           | Town of Lake Mills (Jefferson County)                                   |

## Verkehr
Die Interstate 94 begrenzt die Town of Medina nach Süden. Durch den Norden verläuft in West-Ost-Richtung der Wisconsin State Highway 19. Der Wisconsin State Highway 73 führt von Nord nach Süd Richtung durch das Zentrum der Town. Alle weiteren Straßen sind untergeordnete Landstraßen sowie teils unbefestigte Fahrwege.
Durch den Norden der Town of Medina verläuft in West-Ost-Richtung eine Eisenbahnstrecke der Wisconsin and Southern Railroad, einer regionalen (Class II) Frachtverkehrsgesellschaft. Der einzige Personenzug der Region ist der von Chicago zur Westküste verkehrende Empire Builder von Amtrak, der in Madison hält.
Der nächste Flughafen ist der Dane County Regional Airport in Wisconsins Hauptstadt Madison (rund 30 km westlich).

## Bevölkerung
Nach der Volkszählung im Jahr 2010 lebten in der Town of Medina 1376 Menschen in 493 Haushalten. Die Bevölkerungsdichte betrug 15,7 Einwohner pro Quadratkilometer. In den 493 Haushalten lebten statistisch je 2,79 Personen.
Ethnisch betrachtet setzte sich die Bevölkerung zusammen aus 92,3 Prozent Weißen, 0,4 Prozent Afroamerikanern, 0,1 Prozent amerikanischen Ureinwohnern, 0,7 Prozent Asiaten sowie 5,5 Prozent aus anderen ethnischen Gruppen; 1,0 Prozent stammten von zwei oder mehr Ethnien ab. Unabhängig von der ethnischen Zugehörigkeit waren 8,2 Prozent der Bevölkerung spanischer oder lateinamerikanischer Abstammung.
26,2 Prozent der Bevölkerung waren unter 18 Jahre alt, 64,1 Prozent waren zwischen 18 und 64 und 9,7 Prozent waren 65 Jahre oder älter. 48,7 Prozent der Bevölkerung war weiblich.
Das mittlere jährliche Einkommen eines Haushalts lag bei 81.346 USD. Das Pro-Kopf-Einkommen betrug 29.147 USD. 3,5 Prozent der Einwohner lebten unterhalb der Armutsgrenze.

## Ortschaften in der Town of Medina
Neben Streubesiedlung existiert in der Town of Medina noch die gemeindefreie Siedlung Deansville.